# Drobinsko
Drobinsko este o localitate din comuna Šentjur, Slovenia, cu o populație de 39 de locuitori.